# Nižná (Žilina)
|  | No s'ha de confondre amb Nižná (Trnava). |

Nižná és un poble i municipi d'Eslovàquia que es troba a la regió de Žilina, al centre-nord del país.
Està situat al nord-oest de la regió, prop del curs alt del riu Váh (conca hidrogràfica del Danubi) i de la frontera amb Polònia.

## Història
La primera menció escrita de la vila es remunta al 1420.

## Demografia
| Godina             | 1994 | 2004   | 2014   | 2024   |
| ------------------ | ---- | ------ | ------ | ------ |
| Nombre de persones | 3943 | 4068   | 4020   | 3918   |
| Diferència         |      | +3,17% | −1,17% | −2,53% |

| Godina             | 2023 | 2024   |
| ------------------ | ---- | ------ |
| Nombre de persones | 3928 | 3918   |
| Diferència         |      | −0,25% |